# سلمان الصفواني
سلمان بن صالح بن أحمد آل إبراهيم الصفواني أو سلمان القطيفي صحفي ووزير عراقي راحل من أصل سعودي، ولد سنة 1899 وتوفي سنة 1988. وقد كان ذو توجه قومي.

## مكان ميلاده
اختلف الباحثون في مكان ولادته، فبعضهم رأى أنه ولد في النجف، ويرى آخر أنه ولد في مدينة المشخاب بمحافظة القادسية، أما الثالث فيرى أنه ولد ونشأ نشأته الأولى في بلدة صفوى الواقعة على الساحل الشرقي للمملكة العربية السعودية، وتعلم بها القراءة والكتابة وحفظ أجزاء من القرآن، ثمّ خرج من صفوى إلى جزيرة البحرين فحصل على الشهادة الابتدائية من مدرسة الإصلاح في المنامة، ثم التحق بالمدرسة الأمريكية هناك، بعدها هاجر إلى العراق لتلقي المزيد من العلم فأقام في النجف ثم الكاظمية.

## عمله
عمل في عدة أعمال ومناصب منها مدرس في كل من مدرسة المفيد الأهلية بالكاظمية ودار المعلمين في الأعظمية ودار المعلمين الريفية بالزعفرانية وفي الثانوية المركزية للبنات ببغداد، وعمل محاضرا في مدرسة الزراعة بالزعفرانية ومدرسة الصناعة ببغداد.
كما عُين سكرتيرا في وزارة الأشغال والمواصلات وسكرتيرا للإذاعة في وزارة المعارف، وشغل منصب مدير دائرة النفوس في لواء الحلة وملاحظ الموظفين الأجانب بمديرية المحاسبات العامة وعمل مفتشا ماليا في وزارة المالية ومفتشا في وزارة التموين.
كان أول مدير للإذاعة في بغداد عند تأسيسها عام 1938، وكان اسمها إذاعة قصر الرحاب، كما شغل منصب وزير للدولة إلى أن تقاعد.

## نشاطه السياسي
في الكاظمية قرر الانضمام إلى حركة الشيخ محمد مهدي بن حسين الخالصي المناهضة ضد فرض بريطانيا دستورا على العراق، لتمرير معاهدة الانتداب البريطاني على العراق، فما كان من رئيس الوزراء ووزير الداخلية عبد المحسن السعدون إلا أن رضخ لمقاطعة العلماء المحرمة للمعاهدة تحت غطاء الدستور، فراح يتفق مع المندوب السامي السير بيرسي كوكس، على تخفيض مدة المعاهدة من عشرين عاما إلى أربع سنوات، بغرض قبولها جماهيريا، ومع ذلك فقد أصر الإمام الخالصي على موقفه، مما دفع بحكومة السعدون إلى القيام بنفي الخالصي وأبنائه ومعهم سلمان الصفواني، إلى البصرة فالحجاز.
اتهمه اليهود العراقيون بالتطرف، واتهمته سلطة الاستعمار البريطاني بتحريض عشائر الفرات الأوسط ضد وجودها، فقررت سجنه مدة سبع سنوات.. وفي السجن المركزي ببغداد كتب رسائله إلى زوجته، معبراً عن معاناته الإنسانية والسياسية والأدبية.. فطبعها بلبنان سنة 1937 بعنوان “محكوميتي”، وقد بقي في السجن أربعة شهور (من حزيران إلى أيلول) عام 1936.
هو أحد مؤسسي حزب الاستقلال، ورئيسه هو محمد مهدي كبة.
بعد فشل ثورة الشواف وتغلغل النفوذ الشيوعي في حكومة عبد الكريم قاسم وتعاونه معهم لجأ مصر وعاش في القاهرة حتى عام 1965.
وقد كان له العديد من النشاطات على الصعيد السياسي والاجتماعي فقد كان عضوا في نادي المثنى وجمعية الجوال العربي وجمعية إنقاذ فلسطين وجمعية مكافحة التدرن.
شغل منصب وزير الدولة لشؤون مجلس الوزراء بين 6 أيلول 1965 و 6 آب 1966.

## نشاطه الأدبي
أصدر سلمان الصفواني جريدة اليقظة ببغداد يوم الجمعة 5 أيلول 1924، واستمرت حتى عام 1959، بعدما هجم الشيوعيين على مكاتب جريدة اليقظة وأحرقوها ونهبوا موجوداتها. كما عمل مراسلا لمجلة البلاغ المصرية، وارتبط بعلاقة أدبية مع الأديب المصري الدكتور زكي مبارك، وجرت بينهما مساجلات منشورة.
كما نشر فصولاً من مذكراته وبعض مقالاته في مجلة آفاق عربية وغيرها، وألف مسرحية الزرقاء، أو: ذيول صفين سنة 1925، وقد مثلت عدة مرات، وله عدة مؤلفات ذات طابع سياسي منها:
- كفاحنا القومي
- هذه هي الشعوبية
- تاريخ الحروب العربية
- ذيول صفّين (رواية)
- وأذن وعين
- في السياسة والأدب

القطعة المتوافرة من شعره يكتنفها التصنع والجفاف، ولا تدل على شاعر موهوب، وله قصيدة عتاب قصيرة وجهها إلى بعض أصدقائه، وله شعر مخطوط مفقود، أو يصعب العثور عليه.

## جريدة اليقظة
صدر العدد الأول من جريدة اليقظة في 31 تشرين الثاني 1924، لكنها عُطِّلت بعد صدور العدد 13 بأمر من الوزارة العسكرية الأولى، ثم استأنفت الصدور عام 1929، وصدر عدد واحد منها واحتجبت، وظهرت سنة 1945 واستمرت حتى سنة 1959 بعدما هجم الشيوعيين على مكاتب جريدة اليقظة وأحرقوها ونهبوا موجوداتها.
ويبدو أن سلمان حاول أن يلتف على أمر تعطيل الجريدة فقد أصدر جريدة أخرى باسم صدى اليقظة في 11 أيار 1953، لكنها لم تعمر أيضا، كما أصدر صحفا أخرى - خلال فترات تعطيل جريدة اليقظة، فأصدر صحيفة المنبر العام وأخرى اسمها المعارف، ولكن هي الأخرى لم تعش طويلا.

## عائلته
شقيقه حسين بن صالح آل إبراهيم من شخصيات مدينة صفوى ورجالها البارزين، وكان عمدة لمدينة صفوى، وتوفي في كانون الثاني 1981.
وقد تزوج سلمان بفتاة مسيحية هي شقيقة زوجة أحد كبار موظفي التعليم ببغداد، وقد أسلمتا، وقد أنجب منها ولدين وأربع بنات، وهم بحسب سنة 2011:
- رامز، وهو ولده البكر، ولد عام 1932، متقاعد ويعيش في بغداد.
- سلوى، لم تتزوج، كانت موظفة، وهي الآن متقاعدة، وتعيش في القاهرة، في شقة كان يسكنها والدها، وفيها مكتبة له.
- منى، تعيش في بغداد.
- هدى، متزوجة من عراقي، وتعيش معه في نيوزيلندا.
- نهى، تعيش في بغداد.
- يحيى، مقيم نيوزيلندا.